# 36 Ophiuchi
36 Ophiuchi, som är stjärnans Flamsteed-beteckning, eller Guniibuu, är åtminstone en trippelstjärnai den södra delen av stjärnbilden Ormbäraren. Den har en kombinerad skenbar magnitud på ca 4,33 och är svagt synlig för blotta ögat där ljusföroreningar ej förekommer. Baserat på parallaxmätning inom Hipparcosuppdraget på ca 167,1 mas, beräknas den befinna sig på ett avstånd på ca 19,5 ljusår (ca 6 parsek) från solen.

## Nomenklatur
Hos Kamilaroi- och Euahlayifolken, aboriginer i dagens New South Wales, Australien, kallas stjärnan 36 Ophiuchi A för Guniibuu vilket representerar den mytologiska fågeln rödhaken. År 2016 organiserade IAU en arbetsgrupp för stjärnnamn (WGSN) med uppgift att katalogisera och standardisera egennamn på stjärnor. WGSN fastställde namnet Guniibuu för stjärnan 30 Ophiuchi A i augusti 2018 och detta ingår nu i listan över IAU-godkända stjärnnamn.

## Egenskaper
Primärstjärnan 36 Ophiuchi A  och följeslagaren 36 Ophiuchi B  är nästan identiska orangea stjärnor i huvudserien av spektraltyp K2 / K1, medan den tredje stjärnan är en orange stjärna i huvudserien av spektraltyp K5. 36 Ophiuchi C  är separerad från AB-paret med 700 bågsekunder, jämfört med minst 4,6 bågsekunder för AB, varför dess effekt på AB-parets rörelser är liten. A och B har aktiv kromosfär.
McDonald Observatory-teamet har satt gränser för närvaro av en eller flera planeter runt 36 Ophiuchi A med massa mellan 0,13 och 5,4 Jupitermassor och genomsnittlig separation på 0,05 och 5,2 astronomiska enheter, även om rean banor över 1,5 AE i sig är instabila kring såväl 36 Ophiuchi A som 36 Ophiuchi B. 30 Ophiuchi C  (eller HD 156026) är en bland fem närliggande paradigmer som stjärnor av spektraltyp K en typ av en "sweet spot" mellan solanaloga stjärnor och stjärnor av typ M för sannolikheten för utvecklat liv, enligt en analys av Giada Arney från NASA:s Goddard Space Flight Center.

## Fortsatt läsning
- Irwin, Alan W.; Yang, Stephenson L. S. & Walker, Gordon A. H. (1996), ”36 Ophiuchi AB: Incompatibility of the Orbit and Precise Radial Velocities”, Publications of the Astronomical Society of the Pacific 108:  580, doi:10.1086/133768, Bibcode: 1996PASP..108..580I
- Cayrel de Strobel, G.; Lebreton, Y.; Perrin, M.-N. & Cayrel, R. (1989), ”A thorough spectroscopic study of the very nearby triple system - 36 Ophiuchi”, Astronomy and Astrophysics 225 (2):  369–380, Bibcode: 1989A&A...225..369C
- Wittenmeyer, R. A.; Endl, Michael; Cochran, William D.; Hatzes, Artie P.; Walker, G. A. H.; Yang, S. L. S. & Paulson, Diane B. (2006), ”Detection Limits from the McDonald Observatory Planet Search Program”, Astronomical Journal 132 (1):  177–188, doi:10.1086/504942, Bibcode: 2006AJ....132..177W
- Barnes, Sydney A. (2007), ”Ages for Illustrative Field Stars Using Gyrochronology: Viability, Limitations, and Errors”, The Astrophysical Journal 669 (2):  1167–1189, doi:10.1086/519295, Bibcode: 2007ApJ...669.1167B